# Okres Dombóvár

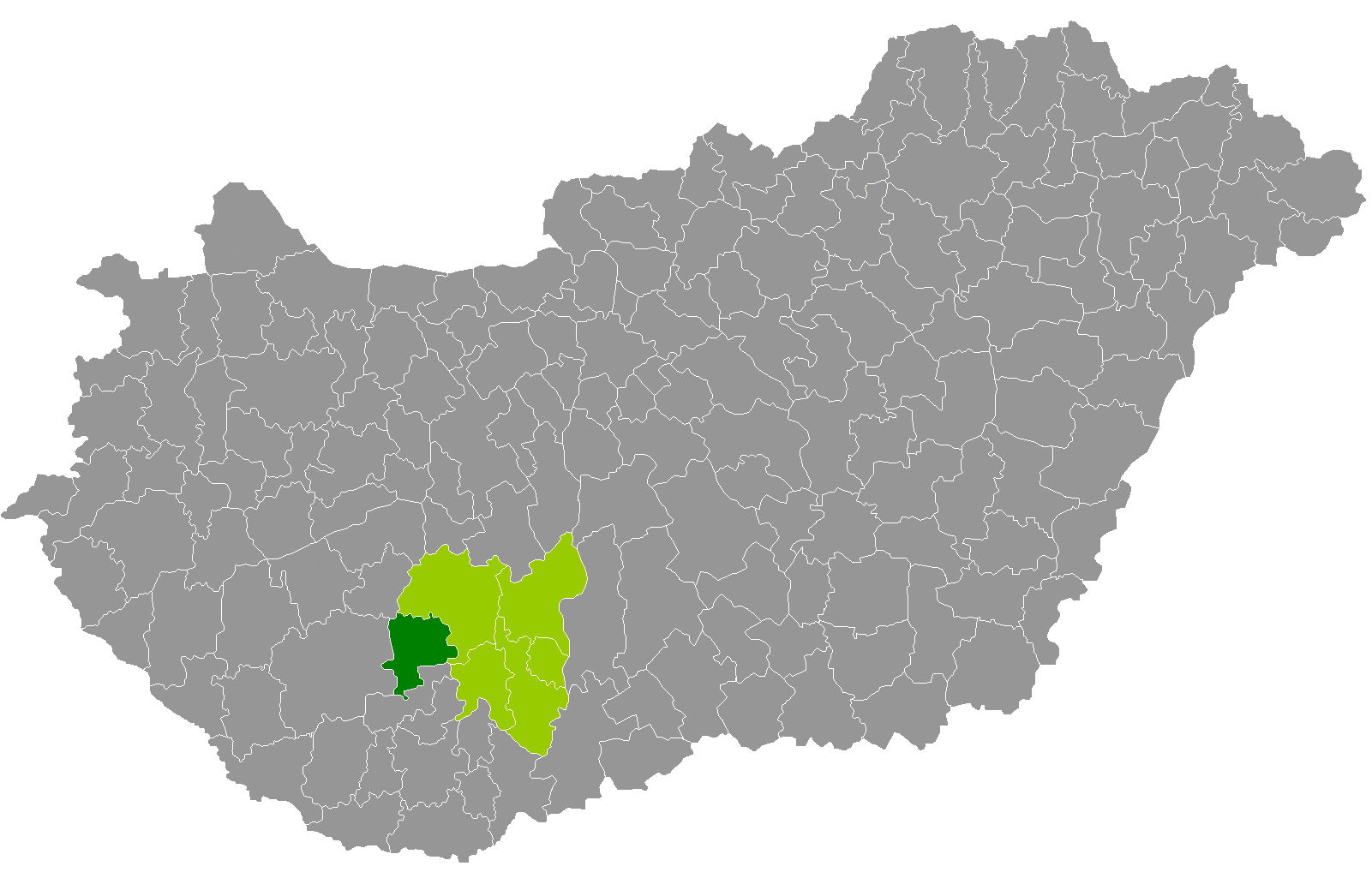
Mapa okresu Dombovár

Okres Dombóvár (maďarsky Dombóvári járás) je okres v Maďarsku v župě Tolna. Jeho správním centrem je město Dombóvár.

## Sídla
V okrese se nachází celkem 16 měst a obcí, jimiž jsou:
- Attala
- Csibrák
- Csikóstőttős
- Dalmand
- Dombóvár
- Döbrököz
- Gyulaj
- Jágónak
- Kapospula
- Kaposszekcső
- Kocsola
- Kurd
- Lápafő
- Nak
- Szakcs
- Várong